# Hibiscus clypeatus
Hibiscus clypeatus är en malvaväxtart som beskrevs av Carl von Linné. Hibiscus clypeatus ingår i Hibiskussläktet som ingår i familjen malvaväxter.

## Underarter
Arten delas in i följande underarter:
- H. c. clypeatus
- H. c. cryptocarpos
- H. c. membranaceus